# 内藤正行
内藤 正行（ないとう まさゆき、1936年〈昭和11年〉3月10日 - 2025年7月8日）は、日本の政治家、元岐阜県本巣市長（1期）。

## 来歴
新潟大学農学部卒。岐阜県庁に入り、農政部長、県農業公社理事長を歴任する。岐阜県庁を退職後、1996年に本巣郡糸貫町の町長選挙に立候補し、当選する。糸貫町長を2期務め、糸貫町は2004年近隣の本巣町、真正町、根尾村と合併し、本巣市となる。合併後の市長選挙に立候補し、当選した。本巣市長を1期務めた。2008年に退任した。現在、社会福祉法人の評議員を務める。2011年、旭日小綬章受章。
2025年7月8日、老衰性肺炎のため、死去した。89歳没。死没日付をもって正六位に叙された。